# Vigor Mortis
Vigor Mortis es el álbum debut de la banda Deathlike Silence, publicado por la discográfica Dethrone Music el 7 de febrero de 2007, y que en Finlandia alcanzó el puesto #35. Por este trabajo discográfico, el grupo fue nominado a los Metal From Finland Awards 2008 en la categoría «Mejor álbum debut finlandés del año», alcanzando el séptimo lugar en las votaciones. En el mes de agosto de 2007 en tanto, el álbum se lanza también en Rusia y los países CEI.
El álbum contiene un único sencillo, «Face Your Death», lanzado poco después.

## Grabación
El álbum fue grabado entre los años 2006 y 2007 en los estudios de Turku.[cita requerida] Fue sacado a la venta por la discográfica Dethrone Music. La canción Before the Dawn fue incluida en el álbum recopilatorio Noise.fi Vol. 1, el cual está compuesto de canciones de varios artistas.

## Lista de canciones
| Edición Estándar |                                |                |          |  |
| N.º              | Título                         | Escritor(es)   | Duración |  |
| 1.               | «House on Haunted Hill»        | Mr. Catafalque | 5:03     |  |
| 2.               | «Face Your Death»              | Mr. Catafalque | 3:52     |  |
| 3.               | «Six Feet Under the Ground»    | Mr. Catafalque | 4:52     |  |
| 4.               | «Let the Sleeping Corpses Lie» | Mr. Catafalque | 4:27     |  |
| 5.               | «Bite Me»                      | Mr. Catafalque | 3:49     |  |
| 6.               | «Before the Dawn»              | Mr. Catafalque | 4:39     |  |
| 7.               | «You Cannot Kill the Boogyman» | Mr. Catafalque | 3:42     |  |
| 8.               | «Next to Your Grave»           | Mr. Catafalque | 4:45     |  |
| 9.               | «One Thousand Deaths»          | Mr. Catafalque | 4:14     |  |
| 10.              | «Nosferatu»                    | Mr. Catafalque | 3:30     |  |
| 42:36            |                                |                |          |  |

## Sencillos del álbum
- Face Your Death (2007)

## Videoclip
- Six Feet Under the Ground[9]

## Créditos
- Ms. Maya  – vocalista
- Mr. Catafalque – guitarrista
- Mr. Cerberos – guitarrista
- Mr. Gehenna – batería
- Ms. Erna – teclista
- Mr. Ward – bajista

## Rendimiento
| Año  | Conteo | Semana | Posición |
| ---- | ------ | ------ | -------- |
| 2007 | Top50  | 7      | 35       |